# Walckenaeria ichifusaensis
Walckenaeria ichifusaensis este o specie de păianjeni din genul Walckenaeria, familia Linyphiidae, descrisă de Saito și Motoyoshi Ono în anul 2001. Conform Catalogue of Life specia Walckenaeria ichifusaensis nu are subspecii cunoscute.